# Formation de Winton
La formation de Winton est une formation géologique du début du Crétacé supérieur (Cénomanien et Turonien inférieur), située au Queensland en Australie. Elle est constituée de grès, de siltstones et d'argilites, âgés entre 103 et 93,9 millions d'années environ. La formation a livré une faune importante en vertébrés terrestres, tels les dinosaures Australovenator, Diamantinasaurus et Savannasaurus,.